# Gehyra vorax
El Gehyra vorax es una especie de gecko oriundo de Fiyi, Vanuatu y Nueva Guinea.
De clima tropical habita en bosques de manglares, pastizales, bosques y bosques de tierras bajas. 
Se lo puede encontrar asoleándose, confiado en su mimetismo, en el tronco de un árbol o sobre la copa de palmeras. También suele esconderse en recovecos en las viviendas.

## Descripción
Es de color marrón claro u oscuro, con manchas irregulares claras y más oscuras en el dorso, las extremidades y la cola. El vientre de Gehyra vorax es color crema a amarillo, con color amarillo brillante o naranja en la parte inferior de la cola.
Es un animal nocturno y su dieta incluye insectos y hasta geckos más pequeños.
Al igual que algunos otros miembros de la familia Gekkonidae, el Gehyra vorax utiliza vocalizaciones cuando se trata de encontrar a un compañero o marcar su territorio. Es ovíparo poniendo dos huevos a la vez los cuales deja debajo de corteza, huecos en árboles o en el techo de las casas (de paja)
Usualmente es confundido con el gecko marginado (Gehyra marginata) pero, mientras este tiene ojos color verdes, el G. vorax los tiene marrones.

## Distribución Geográfica
Gehyra vorax se distribuye naturalmente en ciertas islas del sur del Océano Pacífico. Estas islas incluyen, entre otras, Fiyi, Nueva Guinea, Tonga y Vanuatu. También, ha sido registrada e introducida en la República Argentina.

## Enlaces
- http://animaldiversity.ummz.umich.edu/site/accounts/information/Gehyra_vorax.html

- Datos: Q3062003
- Multimedia: Gehyra vorax / Q3062003
- Especies: Gehyra vorax